# Savannah Outen

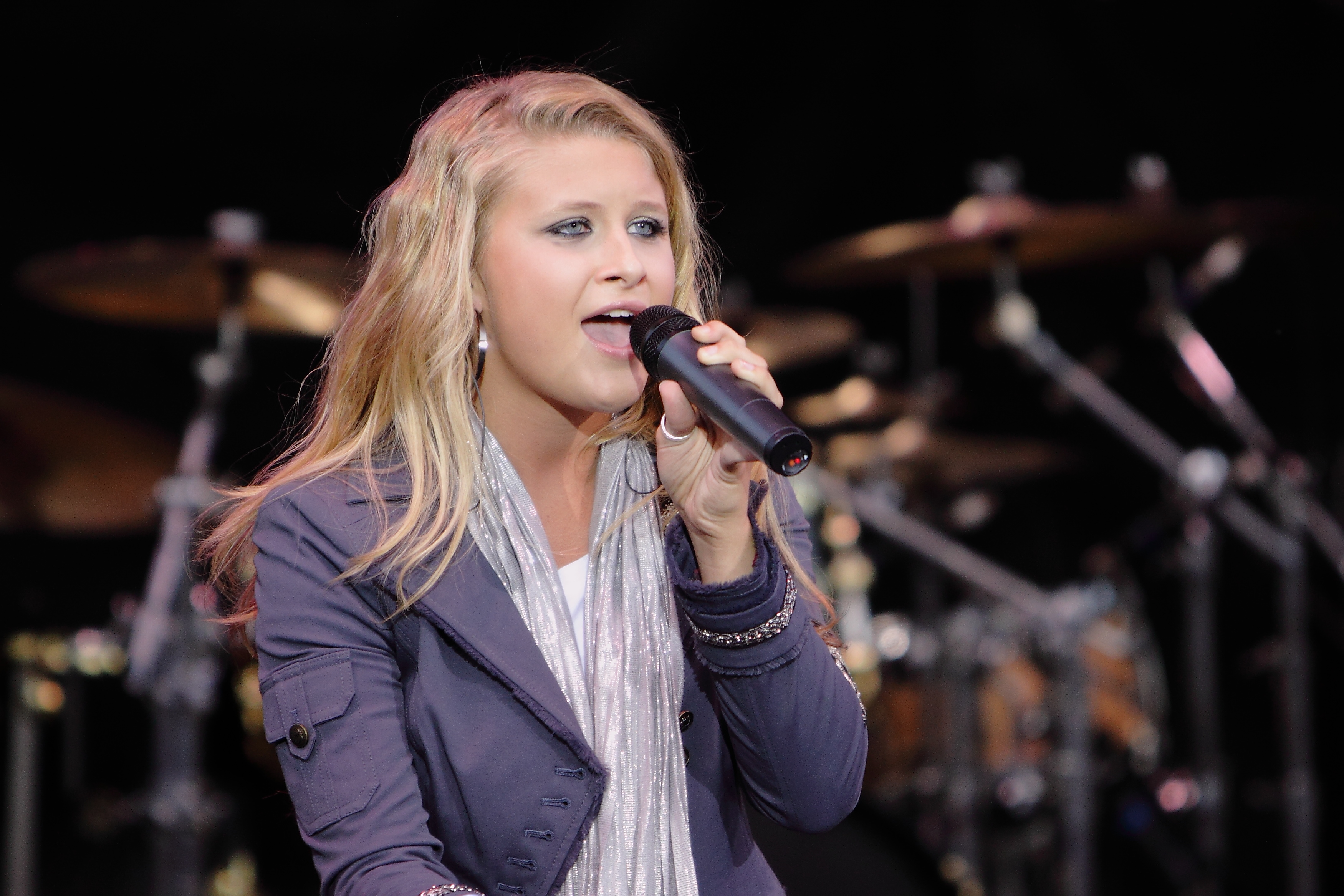
„Disney Under the Stars“-Konzert (August 2009)

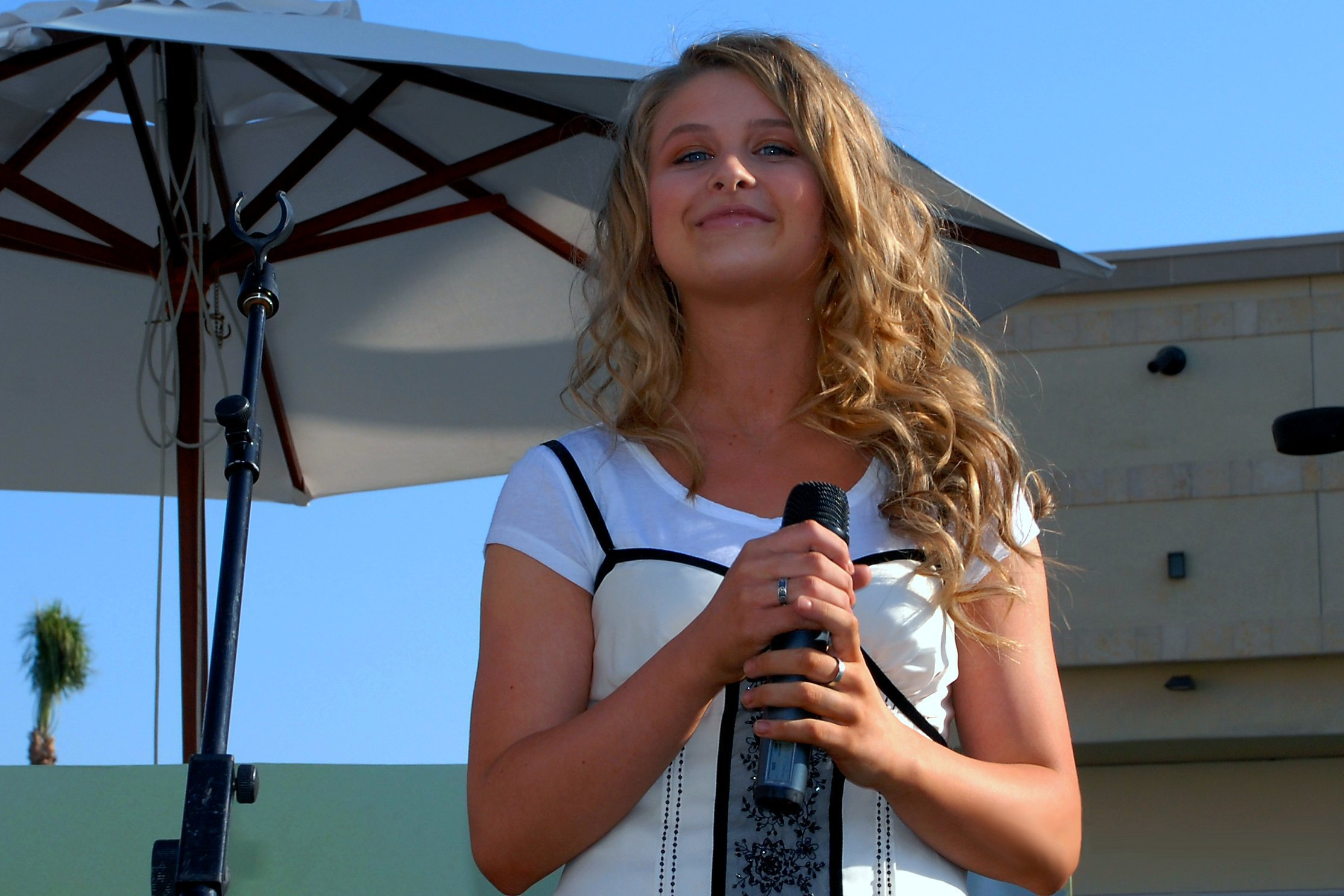
Live-Auftritt mit „If You Only Knew“ (Mai 2009)

Savannah Outen (* 14. Oktober 1992 in Hillsboro, Oregon) ist eine amerikanische Sängerin, die durch YouTube bekannt wurde. Sie begann im März 2007 damit, Videos zu veröffentlichen, auf denen sie zusammen mit Angelica Vasilcov, Esmée Denters und Mia Rose singt.

## Biographie
Outens Heimatstadt ist Hillsboro, Oregon. Dort besuchte sie die Century High School, wird aber seit 2009 von ihren Eltern Barry und Lisa Outen zu Hause unterrichtet. Im Alter von 12 Jahren schaffte sie es ins Finale von „America's Best New Talent“ („Amerikas bestes neues Talent“). Sie wurde dazu eingeladen, die Nationalhymne bei verschiedenen Sportveranstaltungen für Teams wie den Oakland Raiders, LA Dodgers, Anaheim Angels, Seattle Mariners, Seattle SuperSonics, Seattle Storm oder den Oregon State Beavers zu singen.
Ihr erstes offizielles Konzert war beim „Ultrasonic Super Fantastic Kids Day“ in New Jersey.
Outens Lied „Goodbyes“ wurde 2008 auf iTunes veröffentlicht. Die Single stieg in den Radio Disney Charts auf Platz 5. Sie schrieb dieses Lied während des Abschlusses der Middle School.
„So What“ wurde für die vierte Staffel der FOX-Serie The Simple Life („Das Einfache Leben“) aufgezeichnet.

## Musik
Outens erstes Video war ein Cover des Liedes „Listen“ aus dem Spielfilm „Dream Girls“. Im Herbst 2007 unterschrieb sie einen Management- und einen Aufnahmenvertrag mit Keith Thomas von Levosia Entertainment. Per Ende März 2013 verzeichnete ihr YouTube-Kanal über 430.000 Abonnenten und mehr als 80 Millionen Videoaufrufe.

## Diskografie

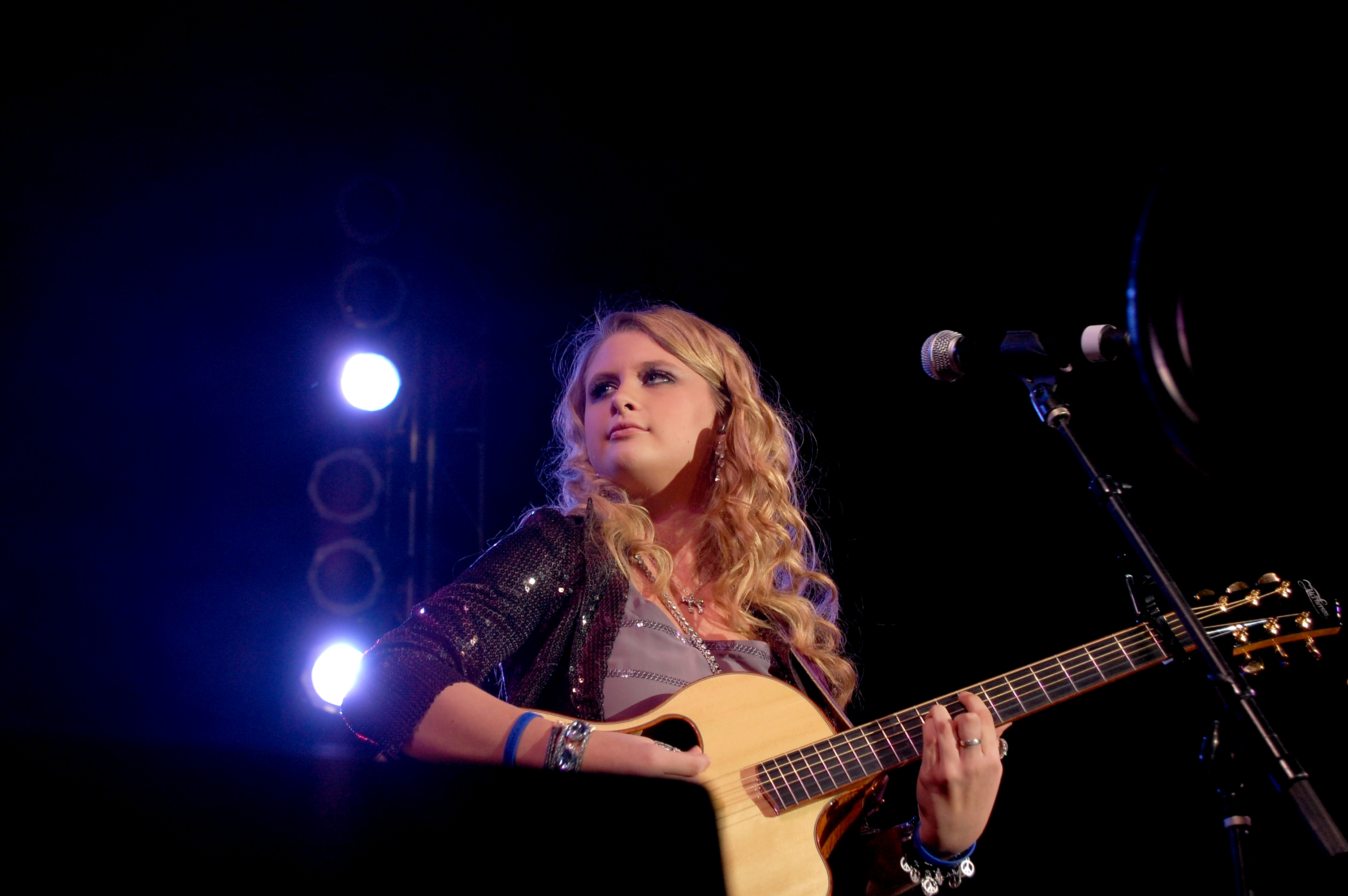
„Anthem Tree Lighting Ceremony“ am 21. November 2009

### Singles
- 2008: „Goodbyes“
  - 2008: „Adios“ (spanische Version)
  - 2009: „Adeus“ (brasilianische Version)
- 2009: „If You Only Knew“
- 2009: „Hope and Prayer“
- 2009: „Shop“
- 2009: „He’s Just So“
- 2009: „What If I Said“
- 2009: „So What“
- 2009: „Fighting for My Life“ (31. Oktober 2009)
- 2009: „O Holy Night“ (22. Dezember 2009)
- 2010: „Be Original“
- 2010: „The Song of Christmas Time“
- 2010: „Magical Season“ feat. Anna Golden
- 2011: „Tonight with You“ (mit Josh Golden)
- 2012: „I’ve Got You“
- 2018: „Sad in the Summer“

### Soundtracks
- 2009: Radio Disney Jams, Vol. 11 (mit „Goodbyes“)
- 2009: Tinker Bell and the Lost Treasure (mit „A Greater Treasure Than a Friend“)
- 2010: DisneyMania 7 (mit „Little Wonders“)

### Musikvideos
- 2008: „Goodbyes“ unter der Regie von Mason Dixon
- 2009: „If You Only Knew“ unter der Regie von Mason Dixon
- 2011: „Tonight with You“ zusammen mit Josh Golden